# チムチュム

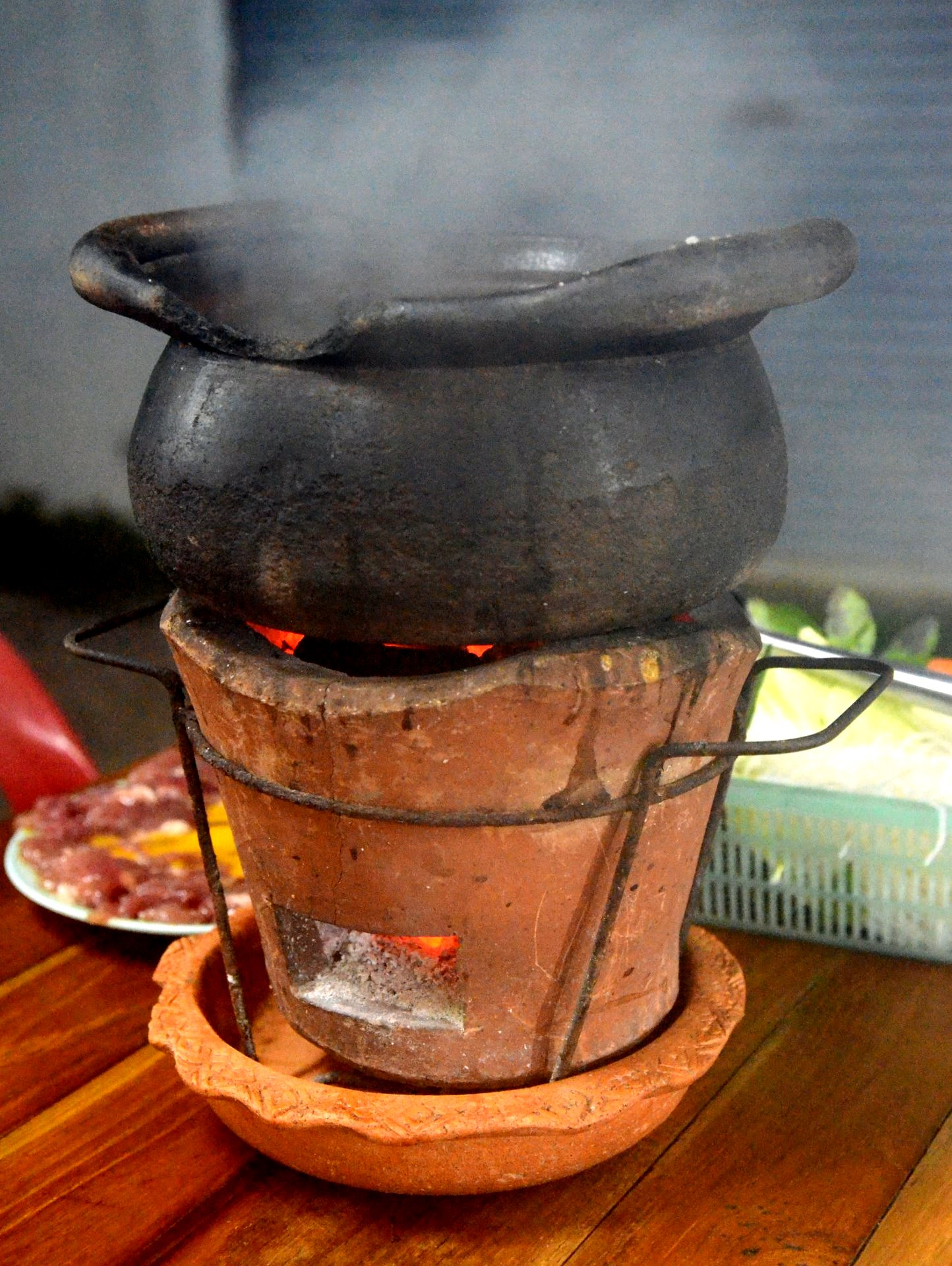
チムチュムの例

チムチュム（タイ語: จิ้มจุ่ม、イーサーン語:แจ่วฮ้อน、chim chum）は、タイ王国東北部のイーサーン料理の1種。鍋料理である。
レモングラスやコブミカンで取った出汁をとったスープにハクサイ、春雨、豚肉、魚介類などを入れた鍋料理で、つけダレで食する。
一般的には肉、魚介類に溶いた鶏卵をからませてから鍋に入れ、少し火が通ってから野菜類を鍋に入れて煮る。つけダレは店によっては複数種類が提供されることもあり、イーサーン料理らしく辛い。また、店によっては野菜にもハーブが添えられることもある。日本の鍋料理とは異なり、〆に飯や麺類を入れることはない。
飲食店以外に、屋台でも提供される。バンコクパトゥムワン区のルンピニー公園にはチムチュム屋台が出没するが、オフィス街に近いこともあり夕刻には仕事帰りのタイ人で賑わう。
日本のテレビドラマ『孤独のグルメ』Season8第六話「東京都台東区浅草のローストポークのサラダとチムチュム」（2019年11月9日放送）に登場し、「イサーン風ハーブ鍋」と紹介されている。劇中では豚肩ロース、鶏肉、牛肉、豚トロをチムチュムで食している。つけダレは酸っぱ辛い味であった。